# Minesota Mining Company
La Minesota Mining Company, exploitant le très important gisement de cuivre du "Pays du cuivre", dans le Michigan, fut la mine la plus productive des États-Unis de 1854 à 1862. 

## Histoire
Le géologue Douglass Houghton explore le Michigan au début des années 1830. Devenu un État américain en 1837, le Michigan lui confie une revue annuelle du sous-sol de la péninsule de Keweenaw. La 4e édition, en 1841, déclenche un rush minier. Les terres sont achetées aux indiens et revendues à une centaine de compagnies minières.
Elle a versé à ses actionnaires 1,82 million de dollars de dividendes pour une valeur initiale de 450 000 dollars, soit quatre fois leur mise. Elle s'est ensuite effacée devant une autre mine de la péninsule de Keweenaw, non loin de la frontière canadienne, encore plus riche et productive, la Calumet and Hecla.
Cotée à la Bourse de Boston, créée en 1834, la Minesota Mining Company a recruté de nombreux mineurs canadiens de langue française, qui ont contribué à l'identité du Pays de cuivre, dans le Michigan.